# Об'явлення Івана Богослова

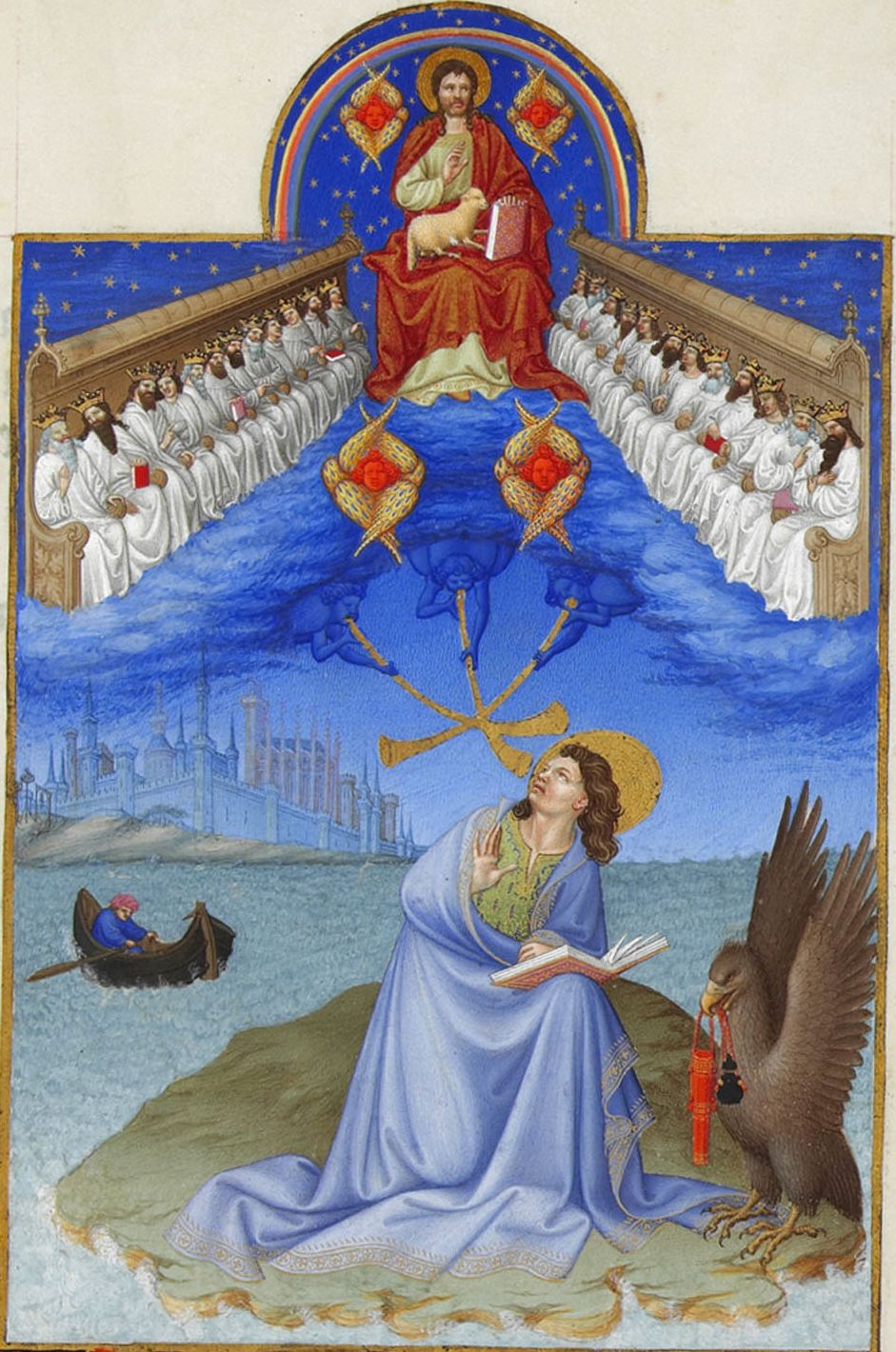
Видіння Іоанна Богослова на острові Патмос. Розкішний часослов герцога Беррійського (1410–1490-ті)

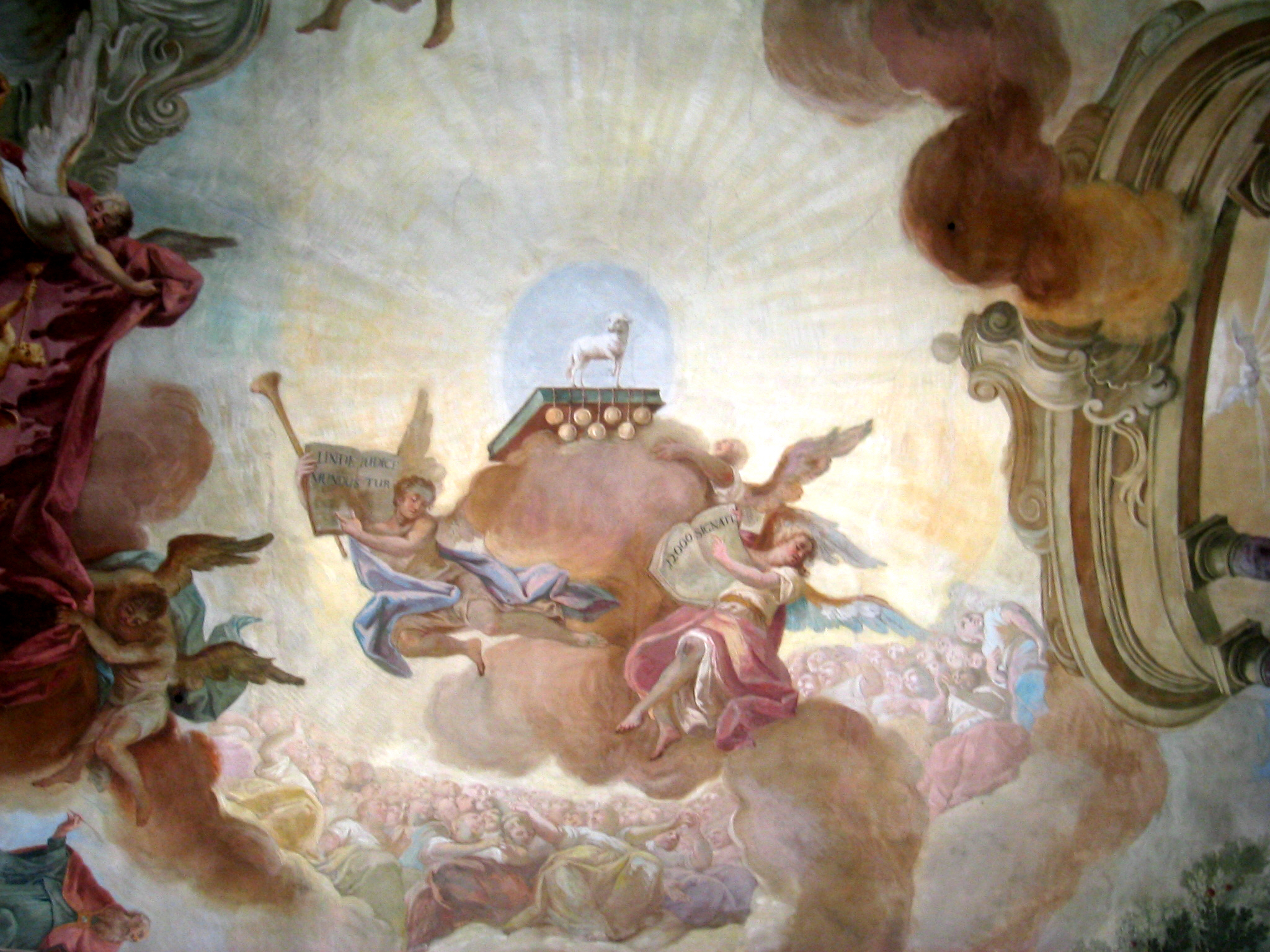
Апокаліпсис: Ягня та Книга зі 7 печатями. Franz_Georg_Hermann

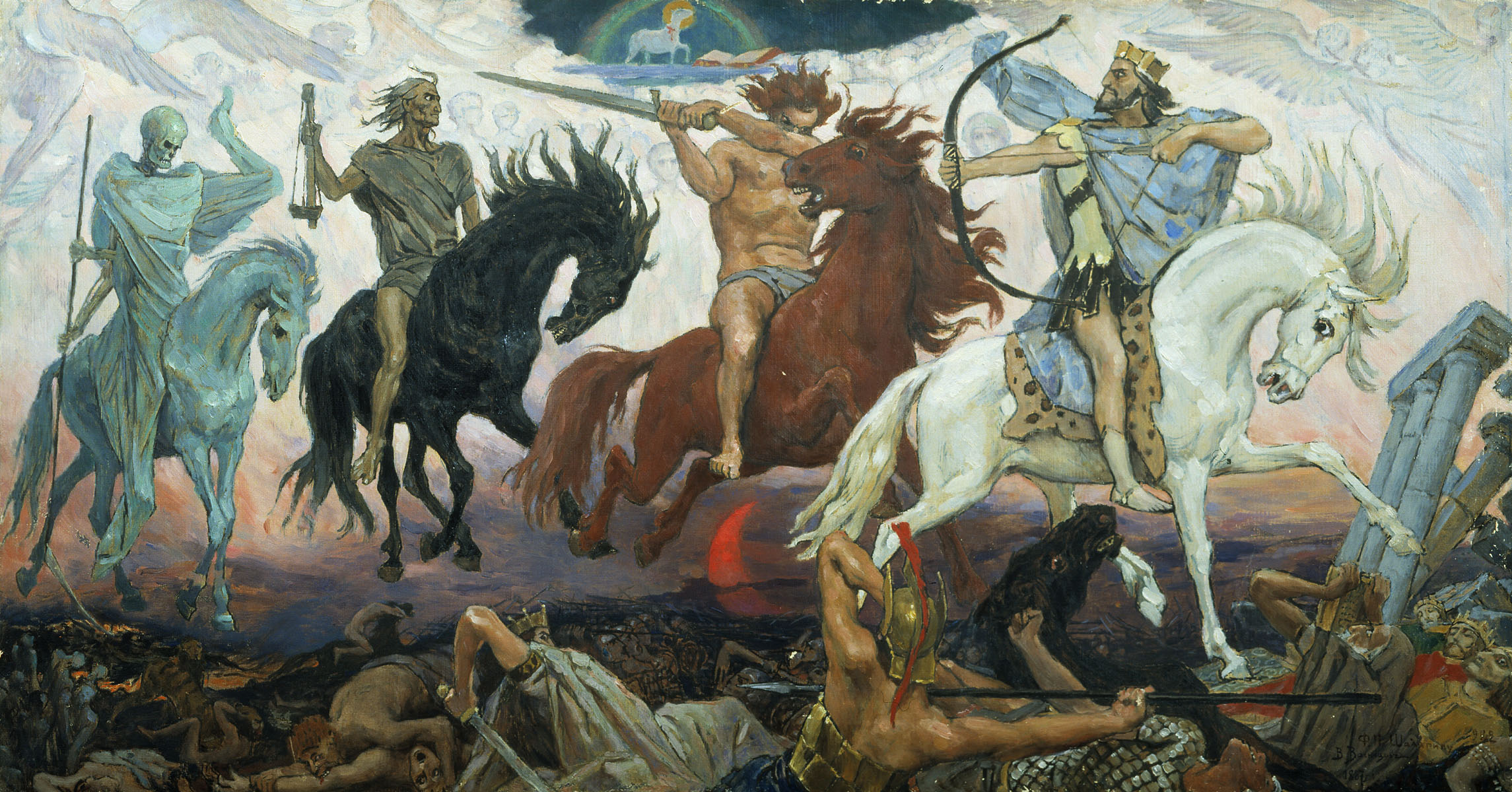
«Воїни Апокаліпсису»
Віктор Васнецов, 1887

Об'я́влення, або Одкрове́ння, Іва́на Богосло́ва — остання книга Нового Завіту та один з найдавніших творів християнської літератури. Також знана як Апока́ліпсис (з грец. αποκαλυψις — «відкриття», «одкровення»).
Апокаліпсис написано Іоанном Богословом на острові Патмос після видіння на засланні в 90 рр. I ст. (ряд учених відносять книгу до 69 рр.). Провіщаючи кінець світу, друге пришестя Христа та тисячолітнє Царство Боже після Страшного Суду, Апокаліпсис містить у собі таємниче зображення майбутньої долі Церкви Христової та всього світу і це єдина книга зі всього Нового Заповіту, — яку, разом з пророчими книгами Старого Заповіту, — можна за жанром повністю віднести до так званої «пророчої літератури».
Печеру Апокаліпсису та Монастир Іоанна Богослова, що на острові Патмос, нині внесено ЮНЕСКО до переліку об'єктів світової спадщини.

## Зміст по главах
- 1-3 — послання сімом Церквам.
- 4-8 — Бог на престолі та зняття семи печатей. Чотири Вершники Апокаліпсису.
- 8-11 — Сім труб (шофари).
- 12 — Жінка, зодягнена в сонце. Народження пастиря. Вихід червоного дракона і бій в небесах з архангел Михаїлом.
- 13 — Звір із моря. Прийняття відмітки звіра у вигляді числа 666.
- 14 — Ангел стоїть на Сіонській горі та з ним 144 000. Гнів на тих хто поклоняється звірові.
- 15-16 — Сім чаш гніву. Битва при Армагедоні.
- 17-18 — Суд над Вавилонською блудницею
- 19 — Радість на небі.
- 20 — Тисячолітнє царство. Останній великий суд.
- 21 — Нова земля і нове небо.
- 22 — Річка води життя. Раби Божі побачать обличчя його. Застереження і благословення Іоанна.

## Інтерпретація пророцтв Апокаліпсиса
Апокаліпсис — пророча книга, яка, як і старозавітні пророцтва, залишилися незрозумілими, доки не справдилися. Є різні теологічні школи інтерпретації пророцтв Об'явлення: «претеристи» вважають, що св. Іван пророкував про долю ворожої йому Римської імперії і використовував при цьому алегоричну мову для приховування змісту своїх писань; «футуристи» бачать в Об'явленні пророцтва про долю всього людства, усієї людської історії; «символісти» вбачають у пророцтвах Об'явлення символічну картину конфлікту між Добром і Злом.
Сергій Булгаков стверджує, що тема Євангелія та Апокаліпсису долає всі конфесії та національності, оскільки ці книги створені за часів доконфесіональності, коли не було ще «поділу церков». Проте в книгах передбачається розподіл, який все-таки подолає «з'єднання церков», що повинно відбутися раніше за кінець світу.
|  | «Бо як блискавка та вибігає зо сходу, і з'являється аж до заходу, так буде і прихід Сина Людського.». (Мат. 24:27) |

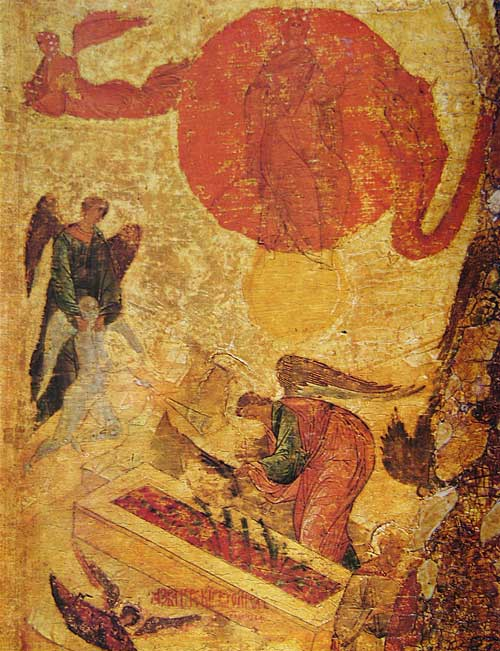
Жінка, зодягнена в сонце, та Ангел, пожинаючий грона гніву. Деталь ікони «Апокаліпсис» ~1500р.
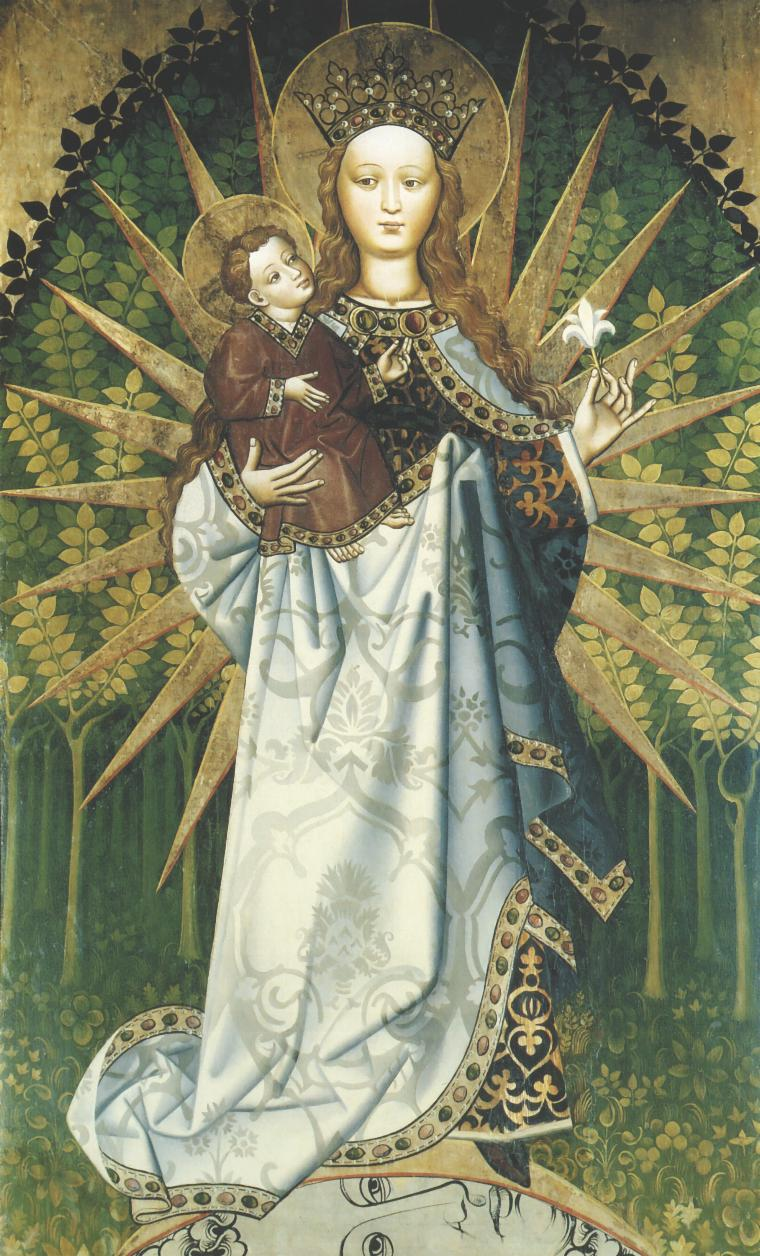
Жінка, зодягнена в сонце, 1450 ~ 1460
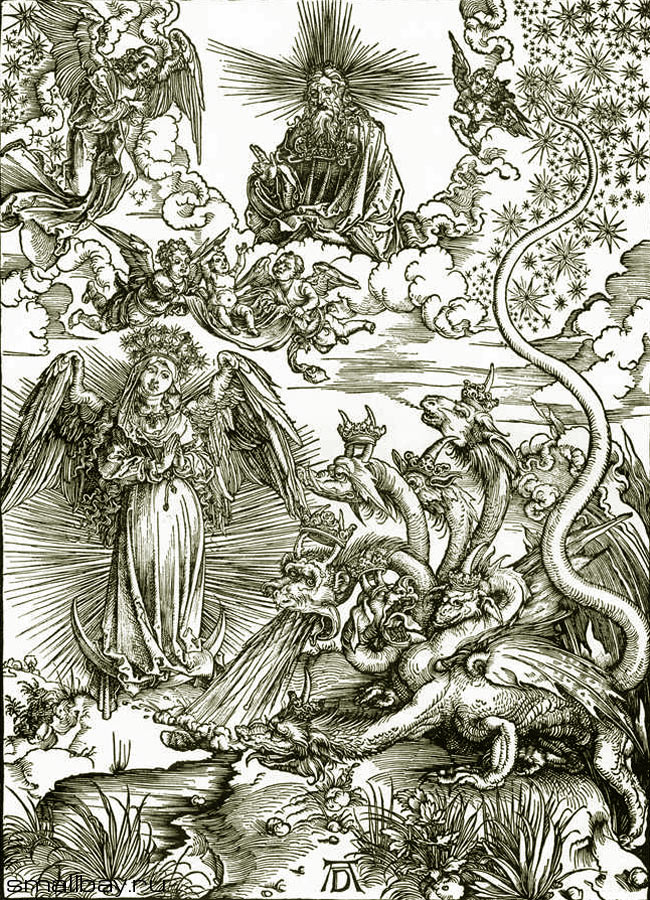
Жінка-Сонце і семиголовий Дракон. Дюрер
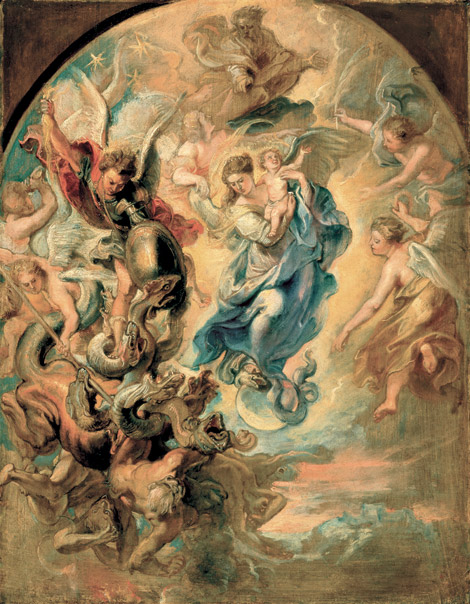
Жінка Апокаліпсису. Рубенс
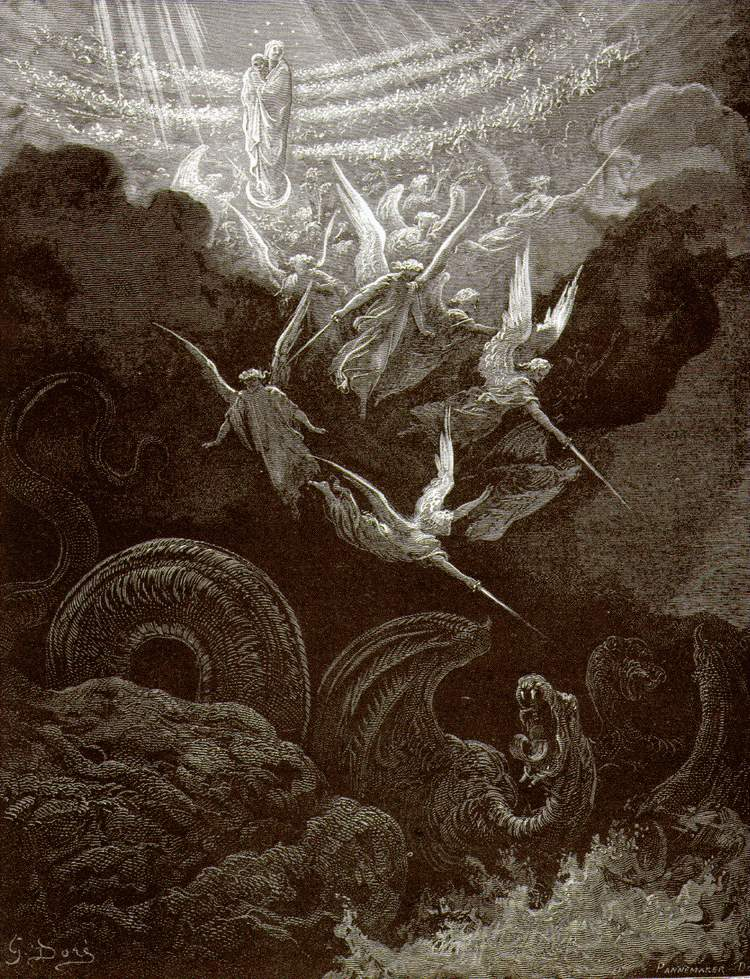
Гюстав Доре
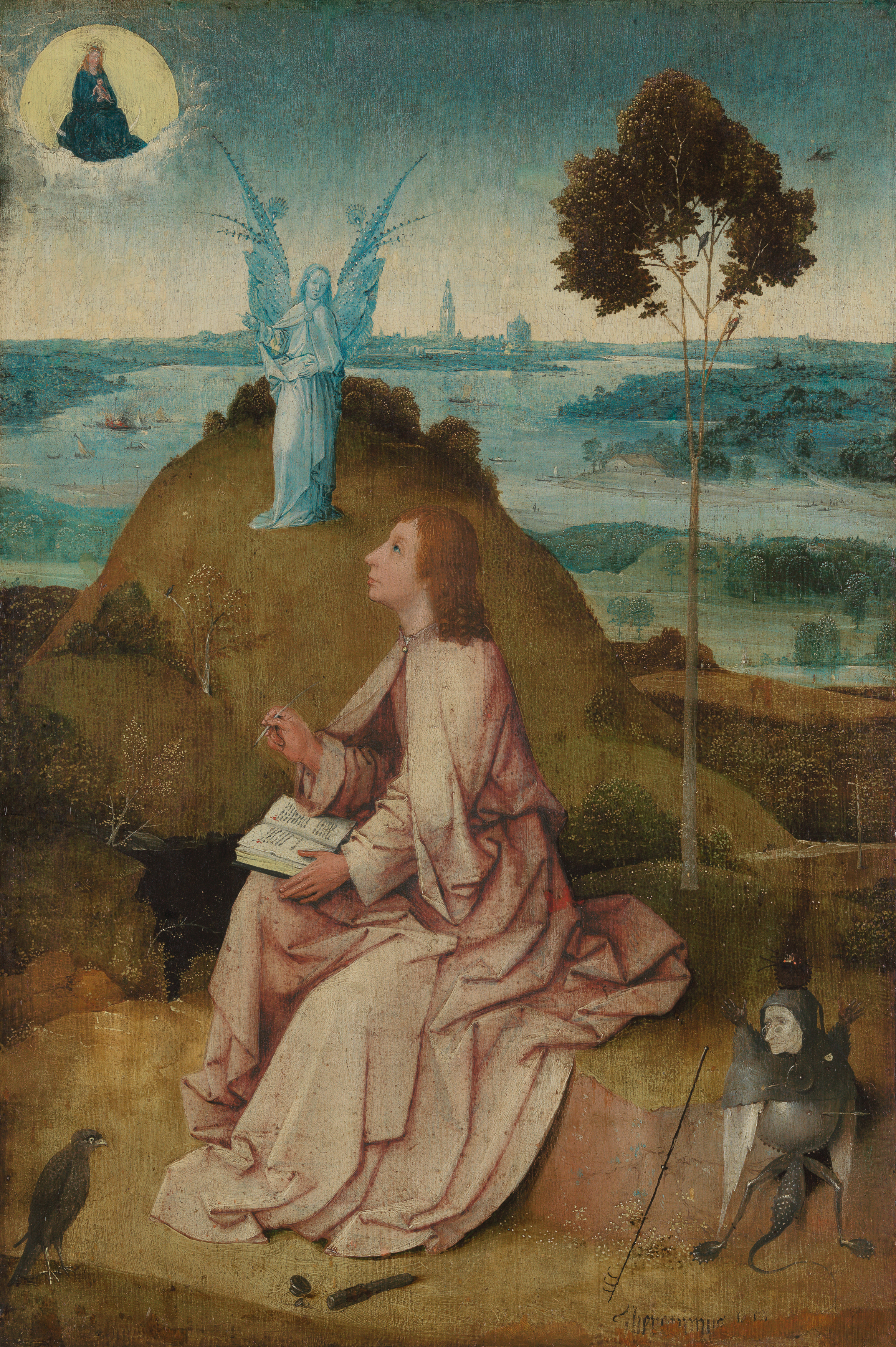
Іоанн на Патмосі. Ієронім Босх
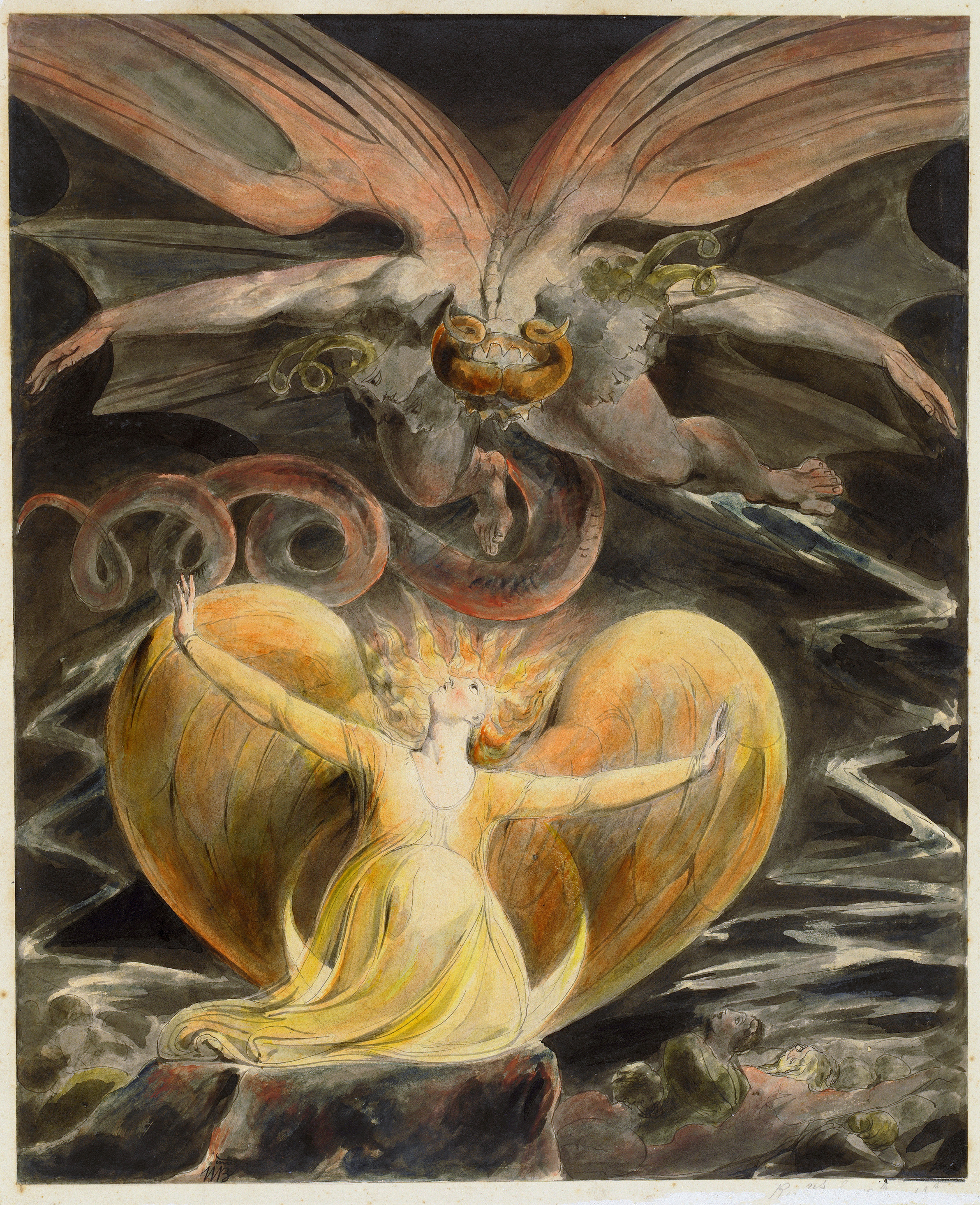
Великий Червоний Дракон і Жінка, зодягнена в Сонце (Вільям Блейк, 1805–1810 роки)
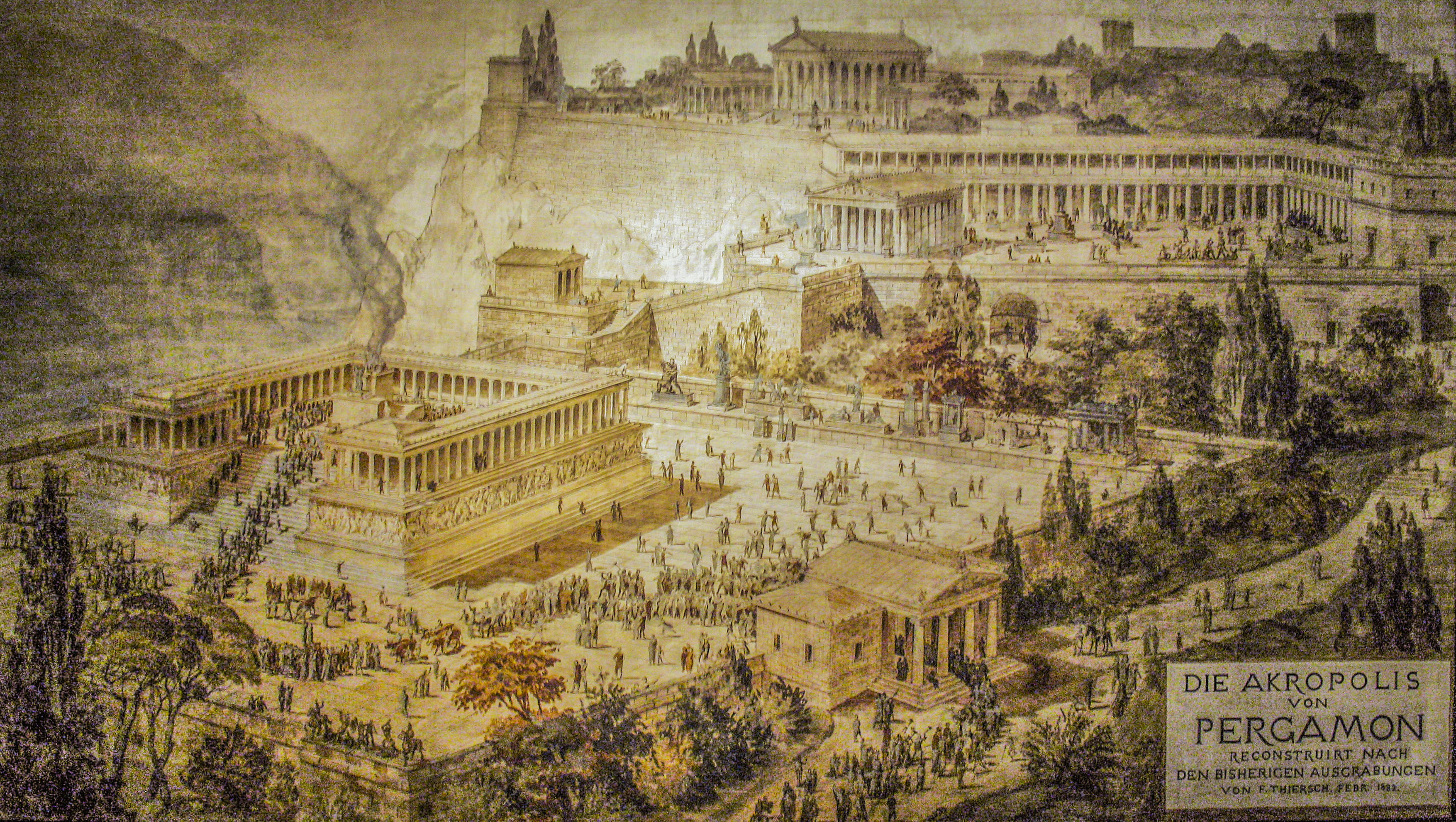
Акрополь в Пергамі (реконструкція, оригінал відновлено в Берліні, копія в Москві) «І Ангелу Пергамської церкви напиши: … ти живеш там, де престол сатани» (Об. 2:12-13). Імовірно, цей фрагмент відноситься до трону Зевса, інші ж пов'язують ці слова з культом Асклепія (медицина), у храмі якого в Пергамі містився живий змій.
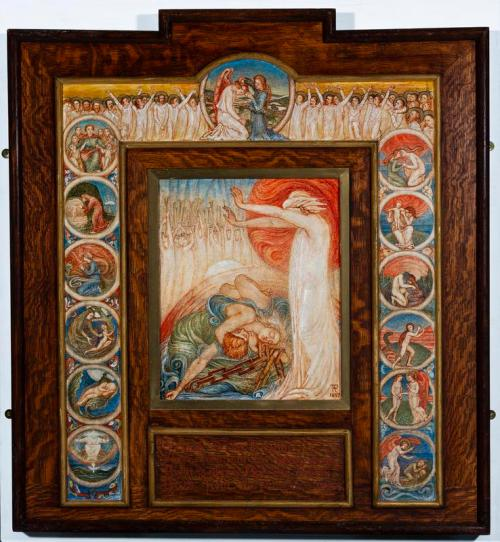
Нове Творіння - Пробудження, 1887 Phoebe Anna Traquair[en]